# Epping (Dakota del Norte)
Epping es una ciudad ubicada en el condado de Williams en el estado estadounidense de Dakota del Norte. En el censo de 2010 tenía una población de 100 habitantes y una densidad poblacional de 101,34 personas por km².

## Geografía
Epping se encuentra ubicada en las coordenadas 48°16′54″N 103°21′28″O / 48.28167, -103.35778. Según la Oficina del Censo de los Estados Unidos, Epping tiene una superficie total de 0.99 km², de la cual 0.99 km² corresponden a tierra firme y (0%) 0 km² es agua.

## Demografía
Según el censo de 2010, había 100 personas residiendo en Epping. La densidad de población era de 101,34 hab./km². De los 100 habitantes, Epping estaba compuesto por el 81% blancos, el 0% eran afroamericanos, el 11% eran amerindios, el 5% eran asiáticos, el 0% eran isleños del Pacífico, el 0% eran de otras razas y el 3% pertenecían a dos o más razas. Del total de la población el 0% eran hispanos o latinos de cualquier raza.